# Kovács István (atomfizikus)
Kovács István (Budapest, 1913. december 16. – Budapest, 1996. június 1.) Kossuth-díjas atomfizikus, a Magyar Tudományos Akadémia rendes tagja. A 20. századi magyarországi atomfizika meghatározó jelentőségű alakja, az elméleti molekulaspektroszkópia iskolateremtő egyénisége volt. 1949-től 1979-ig vezette a Budapesti Műszaki Egyetem atomfizikai tanszékét, 1950-től 1956-ig az MTA Központi Fizikai Kutatóintézetének első igazgatója volt.

## Életútja
A fasori evangélikus gimnáziumot 1931-ben végezte el, ezt követően felsőfokú tanulmányait a budapesti Pázmány Péter Tudományegyetemen folytatta. Itt szerezte meg matematika–fizika szakos tanári oklevelét 1936-ban, majd bölcsészdoktori oklevelét 1937-ben. 1936-tól a József Nádor Műszaki és Gazdaságtudományi Egyetem fizikai tanszékén oktatott fizetéstelen gyakornokként, egyidejűleg részmunkaidősként az óbudai Goldberger gyár laboratóriumában is dolgozott. 1945 januárjában – noha polgári személy volt – hadifogolyként a Szovjetunióba hurcolták, ahonnan az év novemberében tért haza. 1946 januárjában fizetéstelen tanársegéddé nevezték ki, egyúttal a molekulaelmélet magántanára lett a fővárosi műegyetemen. 1946 szeptemberétől Novobátzky Károly hívására a Pázmány Péter Tudományegyetem elméleti fizikai tanszékének adjunktusaként, majd 1946 novemberétől 1948-ig intézeti tanáraként tevékenykedett. 1948–1949-ben a műegyetem Sopronba kihelyezett bánya- és kohómérnöki karán oktatott a fizika nyilvános rendes tanáraként.
1949-ben a Budapesti Műszaki Egyetem – Bay Zoltán külföldre távozásával megüresedett – atomfizikai tanszékének vezetője lett egyetemi tanári rangban. 1979-ig vezette a tanszék munkáját, azt követően 1984-ig egyetemi tanárként oktatott tovább, 1984-től haláláig pedig tudományos tanácsadóként segítette az oktató- és kutatómunkát. Ezzel párhuzamosan 1950 és 1956 között a közreműködésével létrehozott MTA Központi Fizikai Kutatóintézetének igazgatói feladatait látta el, egyúttal az intézet spektroszkópiai osztályát is vezette.

## Munkássága
Az atomfizikán belül tudományos pályáját végigkísérő kutatási területe a molekulaspektroszkópia, a molekulák által kibocsátott vagy elnyelt elektromágneses hullámok színképelemzése volt. Jelentős eredményeket ért el a kétatomos molekulák spektrumainak, ezeken keresztül finomszerkezetének és energiaállapotának vizsgálata és modellezése terén. A spektrumvonalak elhelyezkedését tanulmányozva feltárta az adott kvantumfizikai rendszerre jellemző energia- és kvantumállapotok összességét (multiplett), illetve az ennek felhasadásához vezető perturbáció jelenségét, az ennek során jelentkező spin–pálya-kölcsönhatásokat és a mikrorészecskék perdületét (spin). A legjelentősebb eredményeket a kétatomos molekulák forgási színképének (rotációs spektrum) kutatása során érte el, az 1969-ben e témakörben angol nyelven megjelent monográfiája a molekulaspektroszkópia alapvetése. Akadémiai székfoglalói is e tárgykörökben hangoztak el (Általánosított eljárás a perturbáló molekulatermek állandóinak kiszámítására a perturbációs adatok alapján, 1950; Molekuláris kölcsönhatások általános alakjai, 1968).
A hazai és nemzetközi tudományos közéletben egyaránt aktívan részt vett. 1971 és 1993 között az Acta Physica főszerkesztője volt.
Nagy zenebarát volt, szaktudósoktól szokatlan módon beírta nevét a könnyűzene történetébe is: ő szerezte például Lukácsi Margit 1958-as Ezüst gitár című táncdalának zenéjét, amellyel Magyarországon és külföldön is nagy sikert értek el.

## Társasági tagságai és elismerései
1949-ben a Magyar Tudományos Akadémia levelező, 1967-ben rendes tagjává választották, 1961-től a spektroszkópiai albizottságot elnökölte, 1990-től tiszteletbeli elnöki címmel. 1971 és 1979 között az Európai Fizikai Társulat (European Physical Society) molekulaszerkezeti szekciójának elnöki tisztét töltötte be, 1981-től tagja volt a New York-i Tudományos Akadémiának (New York Academy of Sciences), és tiszteletbeli elnöke az Eötvös Loránd Fizikai Társulatnak.
Kutatási eredményeiért 1951-ben Budó Ágostonnal megosztva Kossuth-díjjal tüntették ki. 1966-ban Bródy Imre-díjat, 1975-ben Állami Díjat (a kétatomos molekulák spektroszkópiájának területén kifejtett eredményes kutatásaiért, valamint az e témakörben írt nemzetközi sikerű monográfiájáért) kapott, 1977-ben pedig átvehette az Eötvös Loránd Fizikai Társulat Érmét.

## Főbb művei
- Kétatomos molekulatermek állandóinak meghatározása a perturbáció alapján. in: Matematikai és Természettudományi Értesítő 1937. 127–157.[1]
- A kétatomos molekulák elméletének alapjai. in: Matematikai és Fizikai Lapok 1941.
- Molekula-színképek. Budapest, Mérnöki Továbbképző Intézet, 1948. (Budó Ágostonnal)
- Általánosított eljárás a perturbáló molekulatermek állandóinak kiszámítására a perturbáció alapján. in: A Matematikai és Fizikai Tudományok Osztályának Közleményei 1952. (1950-ben elhangzott akadémiai székfoglalója) [2]
- Rotational structure in the spectra of diatomic molecules. London–Budapest, Hilger–Akadémiai, 1969, 320 p.
- Molekulaspektroszkópia. Szerk. Kovács István, Szőke József. Budapest, Akadémiai, 1987, 838 p.

## További irodalom
- Gulay István: A csikótűzhelytől az atommáglyáig: Kovács István Kossuth- és Állami Díjas atomfizikus regényes életrajza. Budapest, Eötvös, 1988, 139 p.
- Kiss Dezső: Kovács István (1913–1996). in: Magyar Tudomány XLI. 1996. 10. sz. 1288–1289.
- Nagy Károly: Kovács István 1913–1996. in: Fizikai Szemle 1996. 8. sz. 281.
- Sólyom Jenő: Fizikusok az állambiztonsági szolgálatok célkeresztjében és hálójában. II. rész Magyar Tudomány, 2021/11